# Polystigma mahatbaleshwarense
Polystigma mahatbaleshwarense är en svampart som först beskrevs av Ananthan., och fick sitt nu gällande namn av Ullasa 1971. Polystigma mahatbaleshwarense ingår i släktet Polystigma och familjen Phyllachoraceae.   Inga underarter finns listade i Catalogue of Life.